# Småtjärnarna (Lycksele socken, Lappland)
Småtjärnarna är en sjö i Lycksele kommun i Lappland och ingår i Umeälvens huvudavrinningsområde.